# 新義州官邸
新義州官邸是朝鮮民主主義人民共和國前領導人金正日的眾多官邸之一。金正日的父親金日成於1994年去世，爾後金正日接管了此官邸。官邸臨近平安北道新義州，位於新義州市中心以東8.5公里左右。該官邸隨著北韓揭秘計劃的曝光而進入公眾視野。